# Vážany u Boskovic

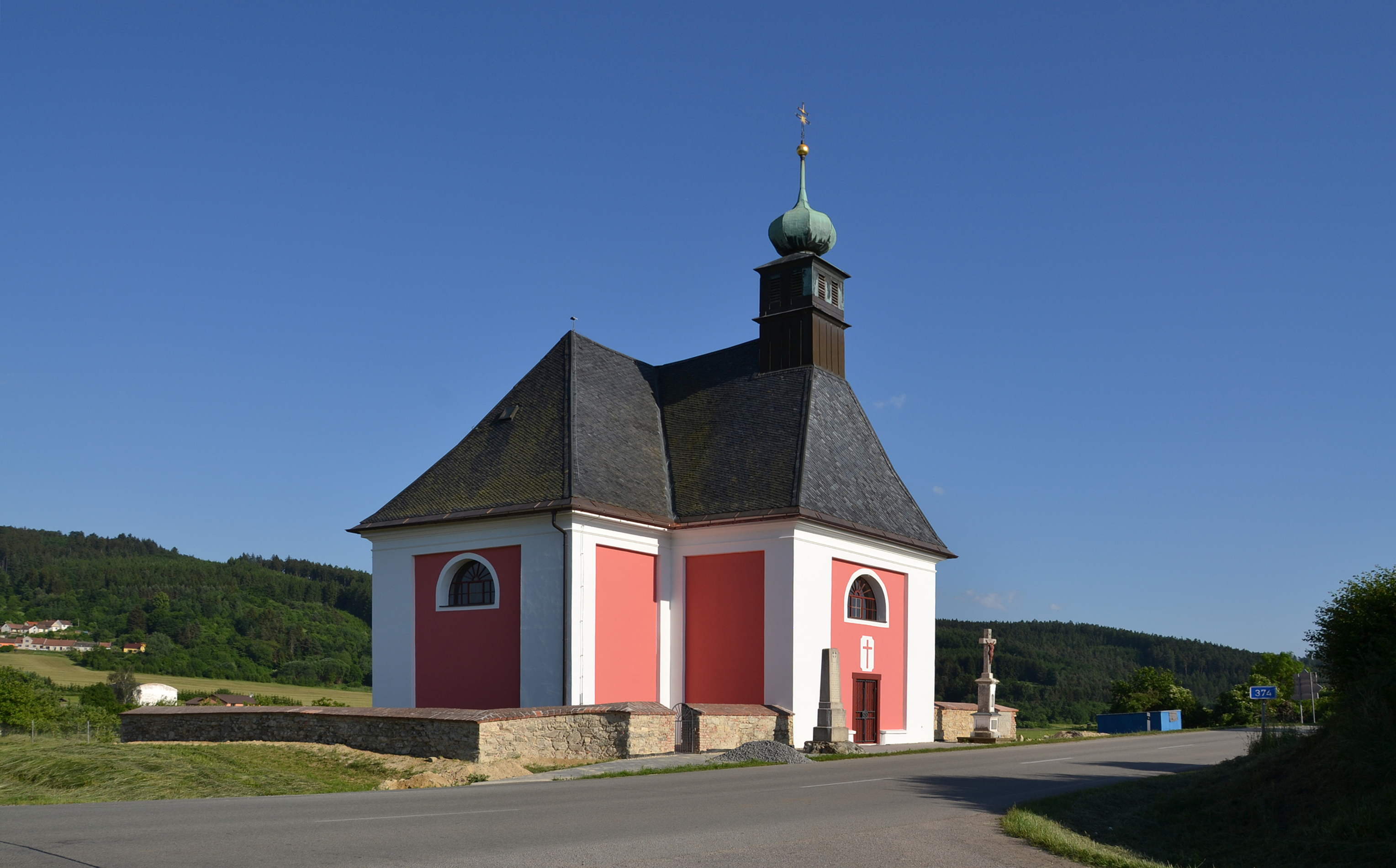
Kapelle Mariä Verkündung

Vážany (deutsch Waschan) ist eine Gemeinde in Tschechien. Sie liegt fünf Kilometer nördlich von Boskovice und gehört zum Okres Blansko.

## Geographie
Vážany befindet sich am nordwestlichen Fuße des Drahaner Berglandes in dem als Malá Haná bezeichneten nördlichen Teil der Boskowitzer Furche am Flüsschen Semíč. Im Osten erheben sich der Mojetín (607 m) und Příhon (552 m), südlich der Červený vrch (412 m). Durch den östlichen Teil des Dorfes verläuft die Eisenbahnstrecke zwischen Chornice und Boskovice, nördlich des Ortes liegt die Bahnstation Knínice u Boskovic. Anderthalb Kilometer westlich liegt die Trasse der unvollendeten Reichsautobahn Wien-Breslau. Südöstlich von Vážany befinden sich im Drahaner Bergland die mittelalterlichen Wüstungen Stryelech und Lhota, im Süden am Fuße des Červený vrch liegt die Wüstung Střelce.
Nachbarorte sind Knínice u Boskovic im Norden, Kapouňata im Nordosten, Kořenec im Osten, Melkov, Okrouhlá und Vratíkov im Südosten, Šmelcovna, Hrádkov und Boskovice im Süden, Pastvisko und Sudice im Südwesten, Vísky im Westen sowie Amerika, Pamětice, Drválovice und Vanovice im Nordwesten.

## Geschichte
Die erste schriftliche Erwähnung des Dorfes erfolgte im Jahre 1167 in einer Schenkungsurkunde Herzog Ottos I., in der dieser die Dörfer Pamětice, Vážany und Říkovice – einschließlich der Zugabe sämtlicher mährischer Dörfer des Gaugrafen Bavor – dem Prämonstratenserkloster Litomyšl überließ. Seit 1373 ist in Vážany ein Vladikehof nachweislich. Zur weiteren Besiedlung des Kninitzer Waldes überließ der Abt Robert 1250 die Wälder am Bach Skřípova, über deren Besitz das Kloster zuvor einen langen Streit mit Herrmann von Letovice geführt hatte, an Velič und Štedroň von Uhřice. Diese gründeten darin östlich von Vážany das Dorf Veličina Lhota, das während der Hussitenkriege wieder erlosch. 1511 verkauften die Brüder Jiřík und Václav Kolesa von Rakov die Fluren des wüsten Dorfes Lhota an Vážany. Im Jahre 1556 wurde Vážany von der Robotpflicht befreit. Zum Ende des 16. Jahrhunderts erwarb das Kloster Hradisko Vážany und schloss das Dorf an die Herrschaft Šebetov an. 1626 brach im Knínicer Sprengel ein Bauernaufstand aus und einige Untertanen aus Vážany verweigerten die vom Kloster geforderten Frondienste. Der Streit wurde durch Kaiser Ferdinand III. zugunsten des Klosters entschieden und zwei der Aufrührer exekutiert. Zum Ende des Dreißigjährigen Krieges suchten die Schweden die Gegend heim und erhoben bis zum Dezember 1648 regelmäßig Kontributionen. Auf Grund der Zahlungen stellte der schwedische Kommandant der Festung Olmütz, Valentin Wientir, für Vážany eine Salva Guardia aus. Diese Urkunde schützte das Dorf vor Plünderungen durch schwedische Truppen. Vážany war infolge des Schutzbriefes eines der wenigen Dörfer in Mähren, das nach dem Ende des Krieges keine wüsten Anwesen zu verzeichnen hatte. Im Jahre 1662 entstand in Vážany ein neuer Hof, dem fünf Anwesen mit insgesamt 194 Scheffel Land untertänig wurden. 1663 ließ das Kloster erneute Freiheitsbestrebungen in Vážany niederschlagen. Nach der Aufhebung des Klosters im Zuge der Josephinischen Reformen fielen dessen Güter 1784 dem Religionsfonds zu. Nachdem Kaiser Joseph II. 1781 in seinem Toleranzpatent die helvetianische Religionsausübung wieder zugelassen hatte, erfolgte die Rückkehr von protestantischen Familien, die nach der Schlacht am Weißen Berg aus Böhmen und Mähren ausgewandert waren. 1825 kaufte Karl Graf Strachwitz die aus zwölf Dörfern bestehende Herrschaft Šebetov. Sein Sohn Moritz Graf Strachwitz erbte 1837 den Besitz.
Nach der Aufhebung der Patrimonialherrschaften bildete Vážany ab 1850 eine Gemeinde in der Bezirkshauptmannschaft Boskovice. Zwischen 1860 und 1865 gehörten die Güter Karl Octavius zur Lippe-Weißenfeld. 1865 wurden die Grafen Strachwitz kurzzeitig wieder Besitzer der Šebetover Güter. Im Zuge der Zwangsvollstreckung ersteigerte im selben Jahre der Wiener Fabrikant Johann May den Besitz, den er 1877 dann an Moritz von Königswarter verkaufte. Im Jahre 1900 hatte die Gemeinde mehr als 350 Einwohner. Während der deutschen Besetzung war Vážany zwischen 1941 und 1945 dem Politischen Bezirk Boskowitz zugeordnet. Nach Kriegsende wurde die Gemeinde zunächst wieder Teil des Okres Moravská Třebová und 1949 wiederum dem Okres Boskovice zugewiesen. Mit Beginn des Jahres 1961 wurde Vážany dem Okres Blansko zugeordnet. Zwischen 1976 und 1990 war das Dorf nach Knínice u Boskovic eingemeindet.

## Gemeindegliederung
Für die Gemeinde Vážany sind keine Ortsteile ausgewiesen.

## Sehenswürdigkeiten
- Barockes Kirchlein Mariä Verkündung, erbaut 1647
- Frühzeitliche Siedlungsstätte Na Vejštici am Hügel Vejštice südlich des Dorfes; die archäologische Fundstätte stammt aus der Bronzezeit und der Glockenbecherkultur